# Anna's Archive
Anna's Archive är ett ideellt projekt vars mål är att skapa en sökmotor för litteratur som arkiverats och tillgängliggjorts för nedladdning via andra källor. Projektet publicerades 2022 efter att en annan hemsida stängts ner av amerikanska myndigheter.